# Battle Isle 2
Battle Isle 2 (Battle Isle 2200 en Amérique du Nord) est un jeu vidéo de tactique au tour par tour développé et édité par Blue Byte, sorti en 1995 sur DOS et Windows.

## Accueil
| Battle Isle II           |      |       |
| Média                    | Pays | Notes |
| Computer and Video Games | US   | 88 %  |
| Computer Gaming World    | US   | 3.5/5 |
| Gen4                     | FR   | 87 %  |
| Joystick                 | FR   | 90 %  |
| PC Gamer UK              | GB   | 93 %  |